# بني خاوز (أفلح الشام)

تعديل مصدري - تعديل

بني خاوز هي إحدى قرى عزلة بني الحارث بمديرية أفلح الشام التابعة لمحافظة حجة ،بني خاوز هي إحدى قرى عزلة بني الحارث بمديرية أفلح الشام التابعة لمحافظة حجة، يعتقد الكثير من المؤرخين أن هذا البيت هو تابع لأحد الأسر .الهاشمية التي غيرت واخفت نسبها بسبب النزاعات والحروب القديمه  به:
- السيد خاوز هو اسم مستعار للسيد المرتضى، وهو من أحفاد السيد عبدالله بن الحسين الهاشمي، الذي هاجر من العراق إلى اليمن في القرن الثامن الهجري. ولد المرتضى في منطقة الجوف، وترعرع في بيئة قبلية تعتز بالشرف والنسب والشجاعة. كان المرتضى شاباً ذا خلق وعلم وفضل، وأحبه الناس واحترموه. ولكن حياته تغيرت بعد أن وقع في ثار دم مع إحدى القبائل المجاورة، بسبب خلاف  وفي إحدى المواجهات، قتل المرتضى شيخ القبيلة المخاصمة، وأصبح هدفاً للانتقام من أهله. فهرب المرتضى من منطقته، وغير اسمه إلى خاوز، وهو اسم مستعار يعني الخفي أو السري. وعاش خاوز متنقلاً ومتخفياً بين القبائل، وكان يتظاهر بأنه تاجر أو مسافر أو شاعر، ويتغير شكله ولباسه ولهجته بحسب المناسبة. وكان خاوز يبحث عن مكان آمن ومستقر يستقر فيه، وينشئ أسرته ويعيش بهدوء. وفي رحلته، سمع خاوز عن بلاد حجور، وهي منطقة جبلية في شمال غرب اليمن، تتميز بخصوبة أرضها وجمال طبيعتها وقوة أهلها. وقرر خاوز أن يتوجه إلى هناك، ويرى إن كان يمكنه الاندماج مع سكانها. وفي طريقه، التقى خاوز بفتاة جميلة تدعى فاطمة، وهي من قبيلة هاشمية تنتسب إلى السيد إسماعيل بن السيد علي الهاشمي، الذي هاجر من مكه إلى اليمن في القرن السابع الهجري. وأحب خاوز فاطمة، وطلب يدها من أبيها، وتزوجها. واستقر خاوز مع زوجته في منطقة تحمل اسمه، وهي منطقة اسميت بني خاوز، وتقع بجانب بحيرة مائية ومنجم للذهب. وبنى خاوز حصوناً وقلاعاً معروفة،  . وأنجب خاوز من زوجته اولادا وبنات . وعاش خاوز في بلاد حجور سعيداً ومحبوباً، ونسي همومه ومتاعبه. وتوفي خاوز بعد أن عاش أكثر من 90 عام، ودفن في مقبرة خاصة به، وورثه أبناؤه وأحفاده.   
بني خاوز لا زالت تحتفظ ببعض من الوثائق التي تثبت نسبهم وحصلنا علا بعض الوثائق من المؤرخين وفي بحثنا وجدنا أن القصه حقيقه وان خاوز هو ابن أحد الأسر الهاشمية التي كانت تتنقل من منطقه إلى أخرى ولازالت قبور جدودهم متميزه وبني عليها مايعرف ب المشهد ليميزها عن غيرها ولكن تم طمس بعض من هذه المشاهد ولا يعرفها إلا بعض كبار السن ويخبروك ببعض من كراماتهم وبلغ تعداد سكانها 208 نسمة حسب [[تعداد اليمن 2004|تعداد اليمن لعام 2004] بلغ تعداد سكانها 208 نسمة حسب تعداد اليمن لعام 2004.